# Liste der Eingemeindungen in die Stadt Ilmenau
Diese Liste führt die Eingemeindungen in die Stadt Ilmenau im Ilm-Kreis auf.
In der ersten Tabelle stehen alle ehemaligen Gemeinden, die direkt nach Ilmenau eingemeindet wurden. Die ehemalige Gemeindefläche ist oft nicht nachweisbar. Die Gemeinden, die am selben Tag eingemeindet wurden, werden in alphabetischer Reihenfolge aufgeführt.
In der zweiten Tabelle stehen die ehemals selbständigen Gemeinden in alphabetischer Reihenfolge, die (zunächst) nicht in die Stadt Ilmenau, sondern in eine andere Gemeinde eingegliedert wurden.

## Eingemeindungen in die Stadt Ilmenau
| Ehemalige Gemeinde | Datum      | Zuwachs in ha | Nachweis |
| ------------------ | ---------- | ------------- | -------- |
| Roda               | 1939       |               |          |
| Unterpörlitz       | 01.04.1981 |               | [ 1 ]    |
| Oberpörlitz        | 16.10.1993 | 367           | [ 1 ]    |
| Heyda              | 25.03.1994 |               | [ 1 ]    |
| Manebach           | 25.03.1994 |               | [ 1 ]    |
| Gehren             | 06.07.2018 | 4379          | [ 2 ]    |
| Langewiesen        | 06.07.2018 | 2751          | [ 2 ]    |
| Pennewitz          | 06.07.2018 | 547           | [ 2 ]    |
| Wolfsberg          | 06.07.2018 | 2868          | [ 2 ]    |
| Frauenwald         | 01.01.2019 | 1914          | [ 2 ]    |
| Stützerbach        | 01.01.2019 | 1137          | [ 2 ]    |

## Eingemeindungen in selbständige Orte, die später in die Stadt Ilmenau eingemeindet wurden
| Ehemalige Gemeinde | Datum      | Anmerkung                                                | Nachweis |
| ------------------ | ---------- | -------------------------------------------------------- | -------- |
| Bücheloh           | 06.04.1994 | Zusammenschluss mit zwei weiteren Gemeinden zu Wolfsberg | [ 1 ]    |
| Gräfinau-Angstedt  | 06.04.1994 | Zusammenschluss mit zwei weiteren Gemeinden zu Wolfsberg | [ 1 ]    |
| Jesuborn           | 01.01.1950 | Eingliederung nach Gehren                                | [ 1 ]    |
| Möhrenbach         | 31.12.2013 | Eingliederung nach Gehren                                | [ 2 ]    |
| Oehrenstock        | 08.03.1994 | Eingliederung nach Langewiesen                           | [ 1 ]    |
| Wümbach            | 06.04.1994 | Zusammenschluss mit zwei weiteren Gemeinden zu Wolfsberg | [ 1 ]    |